# Opisthacanthus lucienneae
Espèce
Opisthacanthus lucienneae est une espèce de scorpions de la famille des Hormuridae.

## Distribution
Cette espèce est endémique de Madagascar. Elle se rencontre dans les régions d'Androy et d'Anôsy.

## Description
Le mâle holotype mesure 35,5 mm et la femelle paratype 42,9 mm.

## Étymologie
Cette espèce est nommée en l'honneur de Lucienne Wilmé.

## Publication originale
- Lourenço & Goodman, 2006 : A reappraisal of the geographical distribution of the genus Opisthacanthus Peters, 1861 (Scorpiones: Liochelidae) in Madagascar, including the descriptions of four new species. Boletín de la Sociedad Entomológica Aragonesa, no 38, p. 11-23 (texte intégral).